# Торпеда Александровского
Самодвижущееся торпедо Александро́вского — первый в мире относительно удачный (ограничено пригодный — только против неподвижно стоящих на якоре судов — для практического использования) образец торпеды, кустарно изготовленный русским художником, фотографом и инженером-изобретателем в области подводного плавания и водолазного дела И. Ф. Александро́вским в 1865 году. Также первая в мире торпеда с пневматическим двигателем и гидростатом. Работы над «самодвижущимся торпедо» Александровского велись до 1879 года включительно, но в конце-концов были прекращены в пользу закупки, а позднее — и налаживания лицензионного производства в России более технически совершенных торпед Уайтхеда.
К конструктивным особенностям «самодвижущейся мины» Александровско́го относились съемный резервуар для сжатого воздуха (И. Ф. Александровский полагал что так проще его хранить в походе) и гидростат на основе сенсора в виде подвижно́го диска с пружиной, поджатие которой выводило «торпедо» на нужную глубину.
Однако, по решению управляющего Морским министерством Российской Империи адмирала Н. К. Краббе, работы над «самодвижущимся торпедо» были признаны «преждевременными» и прекращены. В то же время — сведения, что И. Ф. Александровского уволили при этом с флота не соответствуют действительности: во-первых — Иван Фёдорович никогда на флоте не служил (основанием для такого предположения послужили, очевидно, его фотопортреты в погонах — но погоны в то время носили и сугубо гражданские чины), а во-вторых — испытания подводной лодки Александровского продолжались на Российском Императорском Флоте до 1871 года включительно — причем лодка была «принята в казну» (то есть в списочный состав флота), зачислена в Минный отряд Балтийского Флота и удостоена Высочайшего Смотра Императором Александром II на Транзундском рейде в 1869 году (когда удостоилась также особой похвалы Императора).
Тем не менее - Александровский продолжал работать над своей торпедой. За 1865-1868 гг. её конструкция была существенно доработана и усовершенствованный проект вновь был предъявлен российскому Морскому ведомству. Поскольку к тому времени Роберт Уайтхед уже достиг первых успехов (практически сразу ставших широко известными за пределами Австро-Венгрии) в создании реально пригодной к боевому применению торпеды, на сей раз Александровскому было разрешено изготовить опытный образец его «торпедо» на казённом заводе, но за личный счёт (с компенсацией расходов в случае успеха). Однако в результате бюрократических проволочек, технических и производственных проблем - новый образец «самодвижущегося торпедо» был предъявлен на испытания только в 1874 году. Новая торпеда Александровского имела следующие характеристики:
Длина - 20 футов (6,1 м);
Диаметр - 24 дюйма (609,6 мм);
Толщина обшивки (из стального листа) - 1¼ линии (около 3,2 мм);
Максимальная дальность хода - 2480 футов (725,4 м);
Скорость хода:
на дальности 1000 футов (304,8 м) - 8 узлов;
на максимальной дальности - 5 узлов.